# Richville (Minnesota)
Richville – miasto w Stanach Zjednoczonych, w stanie Minnesota, w hrabstwie Otter Tail.